# 马瑞·阿尔·阿瓦吉
马瑞·阿尔·阿瓦吉（阿拉伯语：‎，转写：Meree Al-Awagi，1978年—），沙特阿拉伯足球裁判，现为FIFA国际足球裁判。
马瑞在沙特国内执法沙特阿拉伯顶级足球联赛沙特职业足球联赛、沙特国王冠军杯和沙特王储杯。2010年，他成为国际足球裁判。马瑞还曾受邀执法埃及足球甲级联赛和中国足球超级联赛。2013年中超联赛中他担任了第18轮青岛中能对长春亚泰、第19轮北京国安对江苏舜天两场比赛的主裁判。